# Hans Peter Richter
Ne doit pas être confondu avec Hans Werner Richter.
Pour les articles homonymes, voir Richter et Hans Richter.
 (août 2008).
Si vous disposez d'ouvrages ou d'articles de référence ou si vous connaissez des sites web de qualité traitant du thème abordé ici, merci de compléter l'article en donnant les références utiles à sa vérifiabilité et en les liant à la section « Notes et références ».
Hans Peter Richter est un écrivain et psychosociologue allemand né le 28 avril 1925 à Cologne et mort le 19 novembre 1993 à Mayence. Il est notamment connu pour ses romans Mon ami Frédéric et J'avais deux camarades, où il dénonce la persécution des Juifs avant et pendant la Seconde Guerre mondiale, vue par les yeux d'enfants allemands.

## Parcours littéraire
Hans Peter Richter connaît dès son enfance l'entreprise de propagande nazie sur l'opinion allemande, l'accession d'Hitler au pouvoir et sa dictature. Il est né à la même époque que les deux enfants dont il raconte l'histoire dans son roman Mon ami Frederic (en allemand : Damals war es Friedrich), où on devine déjà ce que le récit doit aux souvenirs personnels de l'auteur. Vient ensuite le roman J'avais deux camarades (en allemand : Wir waren dabei), document autobiographique d'autant plus frappant qu'il reste simple et direct.
Hans Peter Richter devient sociologue et s'occupe d'organisation du travail ; il écrit plus de trente ouvrages et collabore à des émissions de radio et de télévision sur des sujets scientifiques et scolaires, mais aussi sur les chansons françaises et allemandes. Un livre est entre autres à mentionner : À propos des jeunes lecteurs, paru en 1965. Il a publié, sous le titre Les jeunes lecteurs choisissent, une étude sur la littérature pour la jeunesse.

## Romans notoires

### J'avais deux camarades
En 1933, Hitler accède au pouvoir. Hans a huit ans, c'est un petit Allemand comme beaucoup d'autres. Avec ses copains Heinz et Günther, il voit les "chemises brunes" emmener un homme et le rouer de coups. Timides, héroïques ou révoltés, les trois garçons sont confrontés au nazisme et à sa violence.

### Mon ami Frédéric
L'auteur est né en 1925, la même année que les deux enfants dont il raconte ici l'histoire[réf. souhaitée].
En Allemagne, avant la guerre, deux enfants sont inséparables. L'un d'eux, Frédéric, est Juif. Lorsque Hitler prend le pouvoir en 1933, la situation de la famille de Frédéric devient de plus en plus difficile. Jusqu'à ce que le dictateur décide que les Juifs n'ont pas le droit de vivre : on les insulte, on les chasse, et Frédéric est renvoyé de l'école. Sa famille est persécutée, un groupe de la Jeunesse hitlérienne envahit la maison de Frédéric et sa mère est tuée. Le père et le fils survivent en restaurant des lampes. Après l’arrestation de son père, l’adolescent trouve refuge chez son ami, puis la ville est bombardée. Tous les habitants trouvent refuge à la cave mais les juifs y sont interdits... Frédéric meurt devant l'entrée de l'immeuble sous les bombardements.

## Œuvres
- Karussell und Luftballon. Via;schichten für Kinder. Obpacher Buch- und Kunstverlag, Munich 1958 (illustré par Erich Hölle).
- (de) Hans Richter, Wir waren dabei [Roman], Würzburg, Arena, 2010, 168 p. (ISBN 978-3-401-02751-7).
- (de) Hans Peter Richter, Die Zeit der jungen Soldaten, München, Deutscher Taschenbuch Verlag, coll. « dtv pocket » (no 7831), 1983 (ISBN 3-423-07831-6).
- (de) Hans Richter, Mohammed, Balve (Sauerland), Engelbert-Verlag, coll. « Grosse Gestalten », 1974 (ISBN 3-536-00381-8).
- (de) Hans Richter, Saint-Just und die Französische Revolution, Balve (Sauerland), Engelbert, coll. « Große Gestalten », 1975 (ISBN 3-536-00414-8).